# Шпикерог
Шпикерог (њем. Spiekeroog) општина је у њемачкој савезној држави Доња Саксонија. Једно је од 19 општинских средишта округа Витмунд. Према процјени из 2010. у општини је живјело 780 становника. Посједује регионалну шифру (AGS) 3462014.

## Географски и демографски подаци
Шпикерог се налази у савезној држави Доња Саксонија у округу Витмунд. Општина се налази на надморској висини од 3 метра. Површина општине износи 18,2 km². У самом мјесту је, према процјени из 2010. године, живјело 780 становника. Просјечна густина становништва износи 43 становника/km².